# Adenophora pereskiifolia
Adenophora pereskiifolia är en klockväxtart som först beskrevs av Fisch. och Schult., och fick sitt nu gällande namn av George Don jr. Adenophora pereskiifolia ingår i släktet kragklockor, och familjen klockväxter. Inga underarter finns listade i Catalogue of Life.